# Zombi Child
Zombi Child ist ein Fantasy-Zombie-Film von Bertrand Bonello, der am 17. Mai 2019 im Rahmen der Internationalen Filmfestspiele von Cannes in der Reihe Quinzaine des Réalisateurs seine Premiere feierte und am 12. Juni 2019 in die französischen und am 8. Oktober 2020 in die deutschen Kinos kam.

## Handlung
1962 auf Haiti. Ein Mann namens Clairvius Narcisse bricht auf der Straße tot zusammen und wird von seiner trauernden Familie begraben. Kurz nach seiner Beerdigung erwacht er jedoch wieder als Zombie und ist dazu verdammt, zusammen mit anderen Kreaturen wie ihm, die von einer Handvoll grinsender Sklavenmeister beaufsichtigt werden, in einem tranceartigen Zustand auf einer Zuckerrohrplantage zu arbeiten.
55 Jahre später im renommierten Internat der Légion d'Honneur in Saint-Denis am Stadtrand von Paris. Die Schülerinnen im Alter von ungefähr fünfzehn Jahren hören in einer Unterrichtsstunde etwas vom Erbe der Französischen Revolution. Die Maison d’éducation de la légion d’honneur ist Mädchen vorbehalten, deren Eltern, Großeltern oder Urgroßeltern militärische Medaillen erhalten haben, Mitglieder des Ordens der Ehrenlegion oder des nationalen Verdienstordens sind.
Die Schülerin Fanny unterhält an dem streng katholischen Mädcheninternat gemeinsam mit ihren Klassenkameradinnen Salomé, Romy und Adele eine geheime Schwesternschaft. Nachdem sie darüber beraten haben, die mit sieben Jahren aus Haiti nach Frankreich gekommene Mélissa aufzunehmen, die bei dem dortigen Erdbeben ihre Eltern verloren hat, erzählt diese ihnen von einem alten Familiengeheimnis. Sie ahnt nicht, dass diese merkwürdige Geschichte, die sie ihren Klassenkameradinnen erzählt, Fanny dazu bringt, ihre große Liebe Pablo, der sich von ihr trennte, durch Voodoo auf ewig an sich binden zu wollen.

## Haiti und Voodoo, Frankreich und die Ehrenlegion
Der von Haiti stammende Clairvius Narcisse wird als der erste mit Hilfe von Voodoo zum Zombie gemachte Mensch angesehen. Zunächst wurde er durch geringe Gaben eines Präparats, hergestellt durch eine Mischung von psychoaktiven Substanzen, körperlich immer schwächer. Bei der Vergabe von kleinen Dosen und bloßem Hautkontakt dieses „Zombipuders“ reduzieren sich die Vitalfunktionen derart, dass die betroffene Person ohne fortgeschrittene medizinische Untersuchungen für Tod gehalten wird. Clairvius Narcisse wurde deshalb bei vollem Bewusstsein beerdigt. In Haiti geht man in dem Zeitraum von 1886 bis 1979 von 12.600 solcher Giftanschläge aus, von denen 7.000 zum Tod führten. Als Zombi wird Clairvius Narcisse bezeichnet, weil er 18 Jahre nach seiner Beerdigung im selben Dorf wieder gesichtet wurde.
Die 1805 von Napoleon gegründete Maison d’éducation de la légion d’honneur ist Mädchen vorbehalten, deren Eltern, Großeltern oder Urgroßeltern militärische Medaillen erhalten haben, Mitglieder des Ordens der Ehrenlegion oder des nationalen Verdienstordens sind. Kurz vor Gründung der Schule im Jahr 1804 hatte sich Haiti von Frankreich unabhängig erklärt, wobei die historischen Verbindungen zwischen den beiden Ländern bis heute fortbestehen.

## Produktion

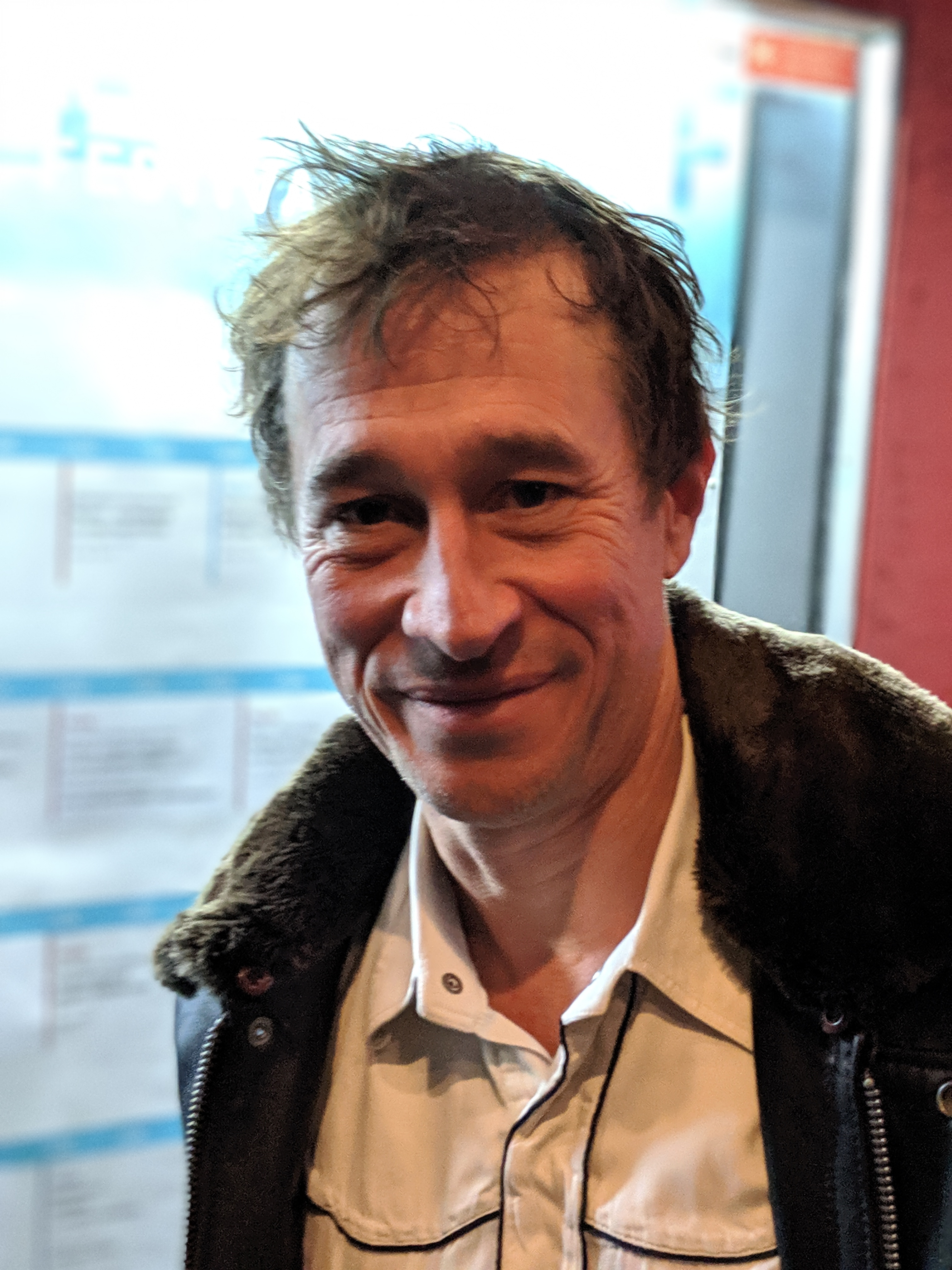
Regisseur Bertrand Bonello

Regie führte Bertrand Bonello, der auch das Drehbuch schrieb. Nachdem Bonello die Geschichte von Clairvius Narcisse gelesen und beschlossen hatte, diesen als Ausgangspunkt für seinen Film zu verwenden, fügte er eine Enkelin hinzu, deren Eltern bei dem Erdbeben in Haiti sterben. Deren Mutter ist für die Ehrenlegion tätig gewesen, um nach ihrem Tod den Teenager nach Frankreich zu bringen. Da sich die Mädchen im Film nicht in Cafés treffen und auch nicht deren Eltern mit einbezogen werden sollten, beschloss Bonello, sie in ein Mädcheninternat zu schicken. Bei seiner Recherche war der Regisseur auf die Mädchenschule der Légion d’honneur gestoßen.
„Höre, weiße Welt die Salven unserer Toten, höre auf meine Zombistimme zu Ehren unserer Toten“; mit diesen einleitenden Worte aus einem Gedicht des haitianischen Schriftstellers René Depestre, lässt Bonello seinen Film beginnen. Dieses Zitat wird auch später im Film noch einmal aufgegriffen und vertieft.
Über die Bedeutung von Voodoo für Haiti bis hinein in die Gegenwart und insbesondere über Hadriana, die in seinem Buch Hadriana dans tous mes rêves (in der deutschen Übersetzung Hadriana in all meinen Träumen) zum Zombie wird, sagte Despestre: „Es gibt Länder, in denen die Realität erstickt, totalitäre Länder, in denen es keine Phantasie gibt. In Haiti ist das Gegenteil der Fall.“
Die Hauptrolle von Fanny wurde mit Louise Labeque besetzt. Ihre Klassenkameradinnen Salomé, Romy und Adele werden von Adile David, Ninon Francois und Mathilde Riu gespielt. Die Rolle von Mélissa übernahm Wislanda Louimat, Katiana Milfort spielt deren Tante, die Voodoo-Priesterin Mambo Kathy. Mackenson Bijou spielt Clairvius.
Für die Filmmusik verwendete man Trap-Musik der französischen Rap-Künstler Damso und Kalash, starker Electro-Rock, der gut zu dem subversiven Verhalten der Mädchen passe, so Jordan Mintzer von The Hollywood Reporter.
Gedreht wurde der Film auf Haiti. Als Kameramann fungierte Yves Cape.
Der Film wurde ab 17. Mai 2019 im Rahmen der Internationalen Filmfestspiele von Cannes in der Nebenreihe Quinzaine des Réalisateurs, der Directors’ Fortnight, vorgestellt. Am 12. Juni 2019 kam er in die französischen Kinos. Ende Juli und Anfang August 2019 wurde er beim Jerusalem Film Festival gezeigt.
Im September 2019 wurde der Film beim Toronto International Film Festival im Rahmen der Sektion Masters gezeigt. Ebenfalls im September 2019 war eine Vorstellung beim Festival Internacional de Cine de San Sebastián in der Sektion Zabaltegi-Tabakalera. Ende September und Anfang Oktober 2019 wurde der Film beim Filmfest Hamburg vorgestellt, zur gleichen Zeit beim New York Film Festival und ebenfalls Anfang Oktober 2019 beim London Film Festival. Der Film wird in Deutschland auf der Plattform von Grandfilm bei Vimeo angeboten. Am 8. Oktober 2020 kam er in die deutschen Kinos.

## Rezeption

### Altersfreigabe
In Deutschland wurde der Film von der FSK ab 16 Jahren freigegeben. In der Freigabebegründung heißt es, der Film sei zwar in einem realistischen Stil inszeniert, dennoch blieben die Geschehnisse für Jugendliche ab 16 Jahren stets als fiktive Gruselgeschichte durchschaubar, sodass diese Altersgruppe eine emotionale Distanz wahren könne. Dennoch gebe es mehrere unheimliche Szenen mit vereinzelten Schreckbildern sowie eine drastischere Gewaltszene.

### Kritiken
Bislang konnte der Film 86 Prozent aller Kritiker bei Rotten Tomatoes überzeugen und erhielt hierbei eine durchschnittliche Bewertung von 7,1 der möglichen 10 Punkte. Damit belegte der Film einen der mittleren Plätze bei den in Cannes vorgestellten Filmen. Im Kritikerspiegel des Festivals von critic.de erhielt er fast ausschließlich positive Kritiken. Bei Metacritic erhielt der Film einen Metascore von 75 von 100 möglichen Punkten.
Fabien Lemercier vom Online-Kinomagazin Cineuropa schreibt, der französische Regisseur Bertrand Bonello tauche mit Zombi Child in ein Thema ein, das in jüngster Zeit in Fernsehserien und Filmen etwas überfragt wurde. Der Film mit dem bescheidenen Budget untersuche dabei die tiefen haitianischen Wurzeln von Voodoo, ein Graubereich zwischen Leben und Tod, vor dem Hintergrund von Sklaverei und Freiheit, wobei implizit Themen wie das Karma der Sklaverei, der Verrat von Werten, das Vergessen, das Zugehörigkeitsgefühl zu einer Gemeinschaft, die Kraft der Geister, Mythen und der Wirklichkeit angesprochen würden. Was auf den ersten Blick ein moderner, mädchenorientierter Teenie-Film zu sein scheine, sei in Wirklichkeit aber mit dem Historienfilm und einem semi-ethnografischen Dokumentarfilm gekreuzt, was Lemercier als eine überraschende und faszinierende Mischung beschreibt.
Jordan Mintzer von The Hollywood Reporter sagt über das Ergebnis, dieses fühle sich wie zwei unvollständige Filme in einem an, von denen keiner am Ende völlig zufriedenstellend ist. Dennoch gebe es über den ganzen Film verstreut einige anmutige Momente, insbesondere in den haitianischen Sequenzen, so wenn Clairvius es schafft, die Kontrolle über seinen Körper wiederzugewinnen, der Arbeitskolonne zu entkommen und in seine Heimatstadt zurückzukehren, was ein Moment dunkler, kontemplativer Schönheit sei. Bonello bringe auch Details der haitianischen Geschichte in seinen Film ein und ziehe interessante Parallelen zwischen dem übernatürlichen Phänomen und der langen und unruhigen Vergangenheit des Landes, in der ein Sklave ein halb lebendiger, halb toter Gefangener einer Kolonialmacht war, was einem Zombie nicht ganz unähnlich sei. Die zweite Hälfte von Zombi Child, in der sich die Handlung in Richtung Teenie-Film bewegt, beschreibt Mintzer als eine Mischung aus The Craft und Nocturama, dem letzten Film des Regisseurs.

### Auszeichnungen
Festival Internacional de Cine de San Sebastián 2019
- Nominierung in der Sektion Zabaltegi-Tabakalera (Bertrand Bonello)

Filmfest Hamburg 2019
- Nominierung für den Art Cinema Award (Bertrand Bonello)[20]

Internationale Filmfestspiele von Cannes 2019
- Nominierung für die Queer Palm (Bertrand Bonello)

Sitges Film Festival 2019
- Nominierung als Bester Film für den New Visions Award (Bertrand Bonello)[21]